# Dave McClain
Dave McClain (nacido en Wiesbaden, Hesse, Alemania) es un baterista alemán. Conocido por haber formado parte de la banda norteamericana de groove metal Machine Head, en donde ingresó en 1995 después de la marcha del baterista Chris Kontos y estuvo hasta septiembre de 2018. Anteriormente, McClain había sido miembrode grupos como Turbin, Sacred Reich o S.A. Slayer, distinta de la banda californiana Slayer.
- Datos: Q1173284
- Multimedia: Dave McClain / Q1173284